# Cayo Memio (pretor)
Gayo Memio (en latín, C. Memmius o Gaius Memmius; m. c. 49 a. C.) fue un político patricio, orador y poeta romano del último siglo de la República romana patrón del poeta Lucrecio, quien debió ser su cliente, y conocido de Catulo.

## Carrera política
Fue al principio ferviente partidario de Pompeyo y tribuno de la plebe en el año 66 a. C. Denunció al rival de Pompeyo Lúculo cuando volvía de la provincia romana de Asia, pero debió desistir de sus acusaciones cuando Catón de Útica lo defendió.
Como pretor en el 58 a. C. intentó concertar con su homólogo Lucio Domicio Enobardo impedir que fuese ratificada la gestión ejercida por Julio César como cónsul el año precedente.
En el 57 a. C. fue propretor en Bitinia, y marchó allá acompañado del poeta Catulo.
Se peleó con Pompeyo y se aproximó a César. En el 54 a. C. fue candidato para el consulado, pero perdió el apoyo de César al revelarse una transacción escandalosa en la que él y su compañero al consulado estaban involucrados. Condenado por prácticas ilegales en las elecciones, se retiró a Atenas y luego a Mitilene. Murió alrededor del año 49 a. C.

## Memio y su relación con Lucrecio
Lucrecio le dedicó su poema didáctico De Rerum Natura y lo nombra en once ocasiones en esta obra. Según se desprende del editor del texto, Cicerón, poseía un campo en el que estaban situadas las ruinas de la casa del filósofo Epicuro y había planeado construir una casa en dicho lugar. También según Cicerón, poseía un considerable talento como orador, pero su desprecio por las letras latinas y la preferencia por los modelos griegos afectó su eficiencia como tal. Por Ovidio sabemos que era autor de poemas eróticos.
Memio se casó con Cornelia Fausta, hija de Lucio Cornelio Sila, y tuvieron al menos un hijo, Cayo Memio, cónsul sufecto en el año 34 a. C.